# Вишневий сад (фільм, 1981)
«Вишневий сад» (англ. The Cherry Orchard) — драматичний телефільм 1981 року режисера Річарда Айра. Сюжет заснований на  однойменній п'єсі Антона Павловича Чехова. Прем'єра відбулася 13 жовтня 1981 року на англійському телеканалі BBC1.

## Сюжет
Мадам Раневська — літня аристократична дама, яка повернулася з Франції на свою батьківщину разом із дочкою. На станції їх чекають Гаєв, брат Раневської, і Варя, її прийомна дочка. Її маєток «Вишневий сад» через борги виставляють на продаж, але незважаючи на фінансові проблеми, Раневська продовжує жити минулим, обманюючи себе і плекаючи порожні надії. Покупцем стає купець Лопахін, який має намір вирубати сад і віддати землю в оренду. Фінальну дію присвячено від'їзду Раневської, її брата, дочок і прислуги з маєтку. Вони розлучаються з місцем, яке так багато для них значило, і починають нове життя.

## В ролях
- Джуді Денч — Любов Андріївна Раневська
- Білл Патерсон — Єрмолай Лопахін Олексійович
- Антон Лессер — Петро Сергійович Трофимов
- Гаррієт Волтер — Варя
- Сюзанн Берден — Аня
- Фредерік Тревес — Гаєв Леонід Андрійович
- Тімоті Сполл — Семен Пантелеєвич Єпіходов
- Френсіс Лоу — Дуняша
- Девід Ринтул — Яша
- Анна Мессі — Шарлотта Іванівна
- Пол Курран — Фірс
- Венслі Піті — Борис Борисович Симеонов-Пищик